# Ignaz Joseph von Obernberg
Ignaz Joseph Edler von Obernberg (* 21. November 1761 in Amberg; † 23. März 1845 in München) war ein deutscher Verwaltungsbeamter und Lokalhistoriker.

## Leben
Joseph  Obernbergs Vater war Franz Joseph Obernberger, Regierungsadvokat zu Amberg. Joseph Obernberg besuchte das Gymnasium in Amberg und studierte anschließend am Albertinischen Kollegium in Ingolstadt Rechtswissenschaften. Zur Erlangung des Lizentiats verfasste er eine erste historische Abhandlung über die Privilegien des ländlichen Adels. Nach Vollendung des Studiums wurde er am 14. Januar 1785 in Schliersee als Vogteirichter und in Miesbach als Brauereiverwalter angestellt. Am 16. Oktober 1787 wurde er zum wirklichen Hofrat ernannt.
Am 2. Dezember 1788 ernannte ihn die Bayerische Akademie der Wissenschaften zum außerordentlichen und 1803 zum ordentlichen Mitglied. Kurfürst Karl Theodor erhob ihn am 30. August 1793 in den Adelsstand. Am 23. April 1799 wurde Obernberg als Rat in die damals neu eingerichtete obere Landesregierung berufen. Die Akademie der Wissenschaften ernannte ihn am 5. Dezember 1803 zum wirklichen Mitglied der historischen Klasse und im Jahr 1808 zum Ehrenmitglied.
Nach Aufhebung der General-Landesdirektion und der von Napoleon Bonaparte vorgenommenen Grenzerweiterung des Landes Bayern wurde Obernberg am 25. August 1808 als Kreiskanzlei-Direktor des Salzachkreises eingesetzt. Seit dem 17. November 1811 fungierte er als Vorstand der Spezial-Staatsschulden-Tilgungskommission. In dieser Position diente er bis zur Aufhebung der Kommission Ende Juni 1820. Nach Beendigung seiner Amtszeit als Kreisdirektor in Burghausen wurde er am 22. Juli 1813 in die Klasse der Edlen der Adelsmatrikel des Königreichs Bayerns eingetragen.
Nebenberuflich befasste sich Obernberg mit der älteren Geschichte Bayerns seit der Christianisierung. Er verfasste zahlreiche Abhandlungen und Aufsätze über historische und kulturpolitische Themen sowie einige Reisebücher (vergl. die Auflistung seiner Veröffentlichungen in der von  Anton v. Delling verfassten Biographie).
Im Jahr 1818 gründete er die Wochenzeitung Baierisches National-Blatt, die jeden Mittwoch erschien.

## Werke (Auswahl)
- Historische Abhandlung von den Freyheiten und Privilegien des landsäßigen Adels in der Oberpfalz. Ingolstadt 1784 (Digitalisat).
- Historische Abhandlung von dem uralten Benediktiner-Kloster, und nachmaligen Chorstifte Schliers in Oberbaiern. Verfaßt im Jahre 1788. München 1804 (Digitalisat). (Rezension).
- Geschichte der Herrschaft Waldeck in Oberbaiern. Verfaßt im Jahr  1798. In: Neue historische Abhandlungen der baierischen Akademie der Wissenschaften, Band 2, München 1804 (Digitalisat). (Rezension).
- Kleine Schriften für Polizey und Gemeinwohl. München 1808 (Digitalisat).
- Zusammen mit Majer Bretzfeld als Koautor: Der Kultus der Juden. München 1813 (Digitalisat).
- Ueber die baierische Landgerichts-Praxis. Augsburg 1815 (Digitalisat).
- Reisen durch das Königreich Baiern . I. Teil: Der Isarkreis (fünf Bände, insgesamt 15 Hefte, München und Leipzig 1815–1820)
  - 1. Band (1815)
    - I. Heft: Reisen nach den Bayerischen Alpen. von der Loisach gegen die Gmundfall. München und Leipzig 1815 (Digitalisat)
    - II. Heft: Reisen nach den baierischen Alpen, von dem Tegernsee gegen den Innstrom. München und Leipzig 1815 (Digitalisat).
    - III. Heft: Reisen nach den baierischen Alpen, vom Isarstrom an die Alz und den Chiemsee. München und Leipzig 1815 (Digitalisat).

  - 2. Band (1816)
    - I. Heft:  Reisen über Ebersberg, Wasserburg und Altenmarkt nach Stein, über Troßberg, Kraiburg und Ampfing nach Haag. München und Leipzig 1816 (Digitalisat).
    - II. Heft: Reisen über Anzing, Haag, Ampfing, Mühldorf nach Neumarkt und Vilsbiburg. München und Leipzig 1816 (Digitalisat).
    - III. Heft: Reisen von Vilsbiburg durch's Landgericht Erding, dann von München nach Freising etc. München  und Leipzig 1816 (Digitalisat).

  - 3. Band (1816)
    - I. Heft: Reise durch das Landgericht Mosburg nach Landshut. München und Leipzig 1816 (Digitalisat).
    - II. Heft: Reisen durch die Landgerichte Landshut, Pfaffenhofen, Schrobenhausen und Aichach. München und Leipzig 1816 (Digitalisat).
    - III. Heft: Reisen durch die Landgerichts-Bezirke Friedberg und Dachau. München und Leipzig 1816 (Digitalisat).

  - 4. Band (1816–1817)
    - I. Heft: Reisen nach Seefeld, durch die Landgerichte Landsberg und München. München und  Leipzig 1816 (Digitalisat).
    - II. Heft: Topographie der königl. Haupt- und Residenzstadt München. München  und Leipzig 1817 (Digitalisat).
    - III. Heft: Statistik der königl. Haupt- und Residenzstadt München. München  und Leipzig 1817 (Digitalisat).

  - 5. Band  (1817–1820)
    - I. Heft: Nähere Umgebungen von München; Reise durch das Landgericht Traunstein. München und Leipzig  1817 (Digitalisat).
    - II. Heft: Reise durch die Landgerichte Reichenhall und Berchtesgaden. München und Leipzig 1820 (Digitalisat).
    - III. Heft: Ansicht der Stadt Salzburg, Ausflug ins Wildbad Gastein. Reise durch die Landgerichte Laufen, Tittmoning, Teisendorf, dann auf der oberen Salzstraße nach Schongau, und durch dortiges Landgericht – Überblick des Ganzen , München und Leipzig 1820 (Digitalisat).
- Legende der Heiligen in Baiern. Herausgegeben zur Belehrung und Erbauung. München 1818 (Digitalisat).
- Bayerischer Tugendspiegel. Zur Belehrung und Erbauung aufgestellt. München 1823 (Digitalisat).
- Die Reformation in der Herrschaft Waldeck in Oberbaiern. Ein Beytrag zur allgemeinen Reformations-Geschichte des Landes. Zur Namensfeyer Sr. churfürstl. Durchl. zu Pfalzbaiern etc. etc. Maximilian des IV. in einer öffentlichen  Versammlung der churfürstlichen Akademie der Wissenschaften vorgelesen. München 1825 (Digitalisat).
- Ueber die vollständige Dotirung der Volks-Schulen im Königreich Bayern. München 1927 (E-Kopei).
- Denkwürdigkeiten der Burgen Miesbach und Waldenberg, so wie des alten Pfarrdorfes Pastberg im Isarkreise des Königreichs Bayern. München 1831 (Digitalisat). (Rezension).
- Die Bayerischen Alpengebirge nebst angränzenden Theilen von Tirol und Salzburg. München 1832 (Digitalisat).
- Anleitung zur genußreichen Bereisung des bayerischen Alpengebirges und einiger Gegenden von Salzburg und Tirol. München 1832 (Digitalisat).
- Zur Geschichte des Schlosses Burghausen. Mit einer Beilage, das Verzeichnis der Hauptmänner und Vicedome zu Burghausen enthaltend.  In: Oberbayerisches Archiv für vaterländische Geschichte, Band 2, München 1840,  S. 117–137  (online).
- Zur Geschichte der Kirchen und Ortschaften Westenhofen und Schliersee.  In: Oberbayerisches Archiv für vaterländische Geschichte, Band 2, München 1840,  S. 281–294  (online).
- Zur Geschichte der Kirchen und Ortschaften Agatharied, Fischhausen und Josephsthal.  In: Oberbayerisches Archiv für vaterländische Geschichte, Band 2, München 1840,  S. 297–308  (online).
- Die Burgen Hohenwaldeck am Schliersee und Altenwaldeck bei Au. Beitrag zur Geschichte derselben. In: Oberbayerisches Archiv für vaterländische Geschichte (herausgegeben vom historischen Verein von und für Oberbayern). Band 3, München 1841, S. 110–115.
- Ueber die römischen Neben- und Verbindungs-Straßen welche durch Oberbayern angelegt wurden. München 1845 (Digitalisat)